# 想い出の九十九里浜
想い出の九十九里浜（おもいでのくじゅうくりはま）はMi-Keのデビュー・シングル。

## 解説
- BMGビクター（現：ソニー・ミュージックレーベルズ アリオラジャパン）から発売された（BVDR-33、現在は廃盤）が、発売元をBMGルームスに替え販売（BMDR-33）。
- カップリングの「あっぷる・らぶ」は渡辺真美が唯一、作詞とメインボーカルを手がけた作品。
- この曲で第42回NHK紅白歌合戦に初出場。
- この曲はザ・ワイルドワンズの「想い出の渚」をオマージュして作った曲である[1]。音楽にはザ・ピーナッツが歌った「恋のフーガ」のパロディが部分的に見られる。ティンパニの使用及びそのリズム、更にサビの終りの「パヤパヤ」のコーラスがそれを示している。
- 1991年のテレビドラマ『ナースステーション』の主題歌である。
- 歌詞には「夕陽」が登場するが、実際九十九里浜は千葉県の東側に位置するため、水平線に沈む夕陽を見るのは北部の刑部岬のような高台を除き困難である。
- 千葉県を舞台としたご当地ソングとしては、「矢切の渡し」「北ウイング」に次ぐ35万枚（1991年実績）を達成。
- 歌詞の中にグループ・サウンズの楽曲名が多く登場し、メロディーやコーラスの被せ方も、GSサウンドを意識したものとなっている。[2]

## 歌詞に使用された曲名
表題曲「想い出の九十九里浜」の歌詞に登場するグループ・サウンズの楽曲名は、以下の12曲である。以下、登場順に記載する。
|    | 曲名                 | アーティスト名           | 発表時期       |
| -- | -------------------- | ------------------------ | -------------- |
| 1  | 夕陽が泣いている     | ザ・スパイダース         | 1966年9月15日  |
| 2  | 君だけに愛を         | ザ・タイガース           | 1968年1月5日   |
| 3  | 花の首飾り           | ザ・タイガース           | 1968年3月25日  |
| 4  | 好きさ好きさ好きさ   | ザ・カーナビーツ         | 1967年6月1日   |
| 5  | 神様お願い           | ザ・テンプターズ         | 1968年3月5日   |
| 6  | バラ色の雲           | ヴィレッジ・シンガーズ   | 1967年8月1日   |
| 7  | 長い髪の少女         | ザ・ゴールデン・カップス | 1968年4月1日   |
| 8  | 遠い渚               | シャープ・ホークス       | 1966年12月1日  |
| 9  | 真冬の帰り道         | ザ・ランチャーズ         | 1967年11月25日 |
| 10 | 落葉の物語           | ザ・タイガース           | 1968年1月5日   |
| 11 | いつまでもいつまでも | ザ・サベージ             | 1966年7月1日   |
| 12 | あの時君は若かった   | ザ・スパイダース         | 1968年3月5日   |

なお、ブックレットには記載されていないが、「あの頃」はザ・ワイルドワンズの曲名でもある。

## 収録曲
1. 想い出の九十九里浜
作詞：長戸大幸、作曲・編曲：織田哲郎
2. あっぷる・らぶ
作詞：渡辺真美、作曲：寺尾広、編曲：明石昌夫·小松久
3. 想い出の九十九里浜（オリジナル・カラオケ）

## タイアップ
- テレビドラマ『ナースステーション』主題歌（1991年、TBS）

## 収録アルバム
- サウンドトラック「ナースステーション オリジナル・サウンドトラック」（M-01）
- コンピレーションアルバム「It's TV SHOW!!」（M-01）
- コンピレーションアルバム「COUNTDOWN BEING」（M-01）
- コンピレーションアルバム「MILLION 〜BEST OF 90's J-POP〜 BLUE」（M-01）

## カバー
想い出の九十九里浜
- エド山口（シングル。1991年5月21日発売。曲名は「エド山口の想い出の九十九里浜」。バックコーラスを実弟のモト冬樹とMi-Keの宇徳敬子が担当）
- しじみとさざえ（シングル。1991年5月21日発売。曲名は「ものまね!想い出の九十九里浜」。美川憲一、コロッケが声で参加。Mi-Ke版が最優秀新人賞を受賞した『第33回日本レコード大賞』で歌謡曲・演歌部門の新人賞を受賞、部門が分かれているとはいえ、同じ曲同士が受賞する珍しい事になった。なお同部門の最優秀新人賞は唐木淳が『やせがまん』で受賞、W最優秀新人賞にはならなかった）
- ノーランズ（英語詞でカバー。英語題は「LOST, LONELY BEACHES」。1992年発売の日本独自アルバム『想い出の九十九里浜』収録（タイトルチューン））
- 浜田翔子（アルバム『はましょー☆あるばむ〜お手当てしましょーこ〜』収録）
- La PomPon（シングル。2016年9月7日発売）